# James Prescott Joule
James Prescott Joule (IPA:  [dʒuːl] meno frequentemente  [dʒaʊl]); Salford, 24 dicembre 1818 – Sale, 11 ottobre 1889) è stato un fisico inglese.

## Biografia

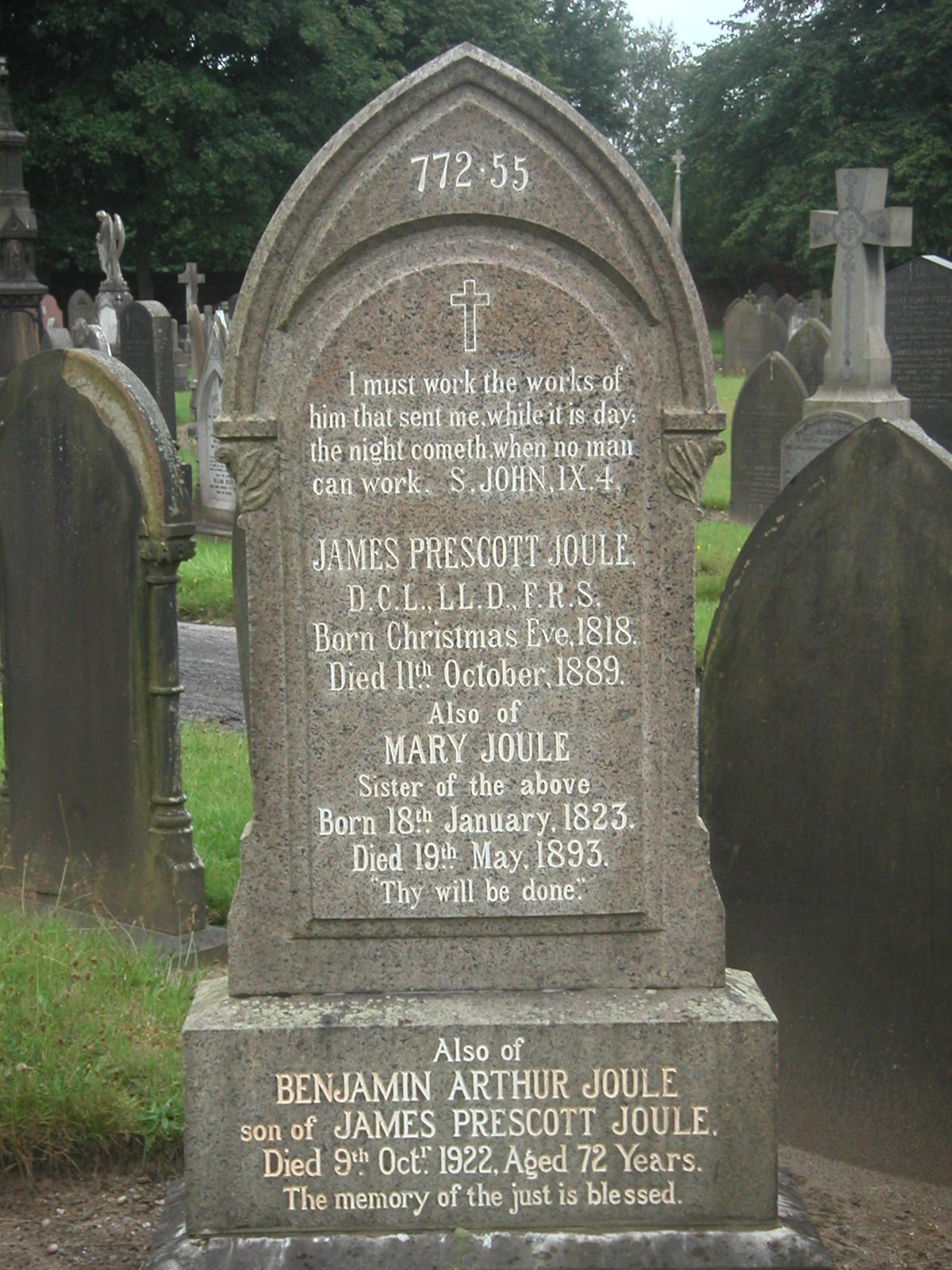
Tomba di Joule al Brooklands Cemetery di Sale (2009).

Si dedicò sin da giovane a ricerche scientifiche che eseguiva cercando di spingere all'estremo limite l'accuratezza e la precisione delle misurazioni. L'eccezionale esperienza pratica di Joule era dovuta alla rielaborazione di antiche tradizioni non collegate tra di loro. Durante il periodo Vittoriano, infatti, era raro possedere le sue capacità di misura: grazie al padre birraio, egli ereditò diverse conoscenze dai meccanismi di produzione della birra. Si interessò al calore e alle sue connessioni con l'elettricità e alla meccanica.
A 25 anni effettuò il primo tentativo di definire l'unità di misura della corrente elettrica, attualmente rappresentata dall'ampere. Nel 1841, indagando sugli effetti termici, inviò alla Royal Society un articolo in cui dimostrava che un conduttore attraversato da corrente elettrica produce calore in quantità proporzionale alla resistenza del conduttore e al quadrato della corrente stessa. Questo fenomeno è oggi chiamato effetto Joule.
Successivamente Joule enunciò ad un congresso in Irlanda il principio noto come equivalente meccanico del calore. Grazie alle sue sperimentazioni (e usando uno strumento che prende il suo nome) dimostrò che calore e lavoro meccanico potevano convertirsi direttamente l'uno nell'altro, mantenendo però costante il loro valore complessivo: nelle macchine idrauliche e meccaniche gli attriti trasformano la potenza meccanica perduta (lavoro) in calore e, viceversa, nelle macchine termiche l'effetto meccanico prodotto (lavoro) deriva da una quantità equivalente di calore. In tal modo Joule cominciò a porre le basi sperimentali del primo principio della termodinamica.

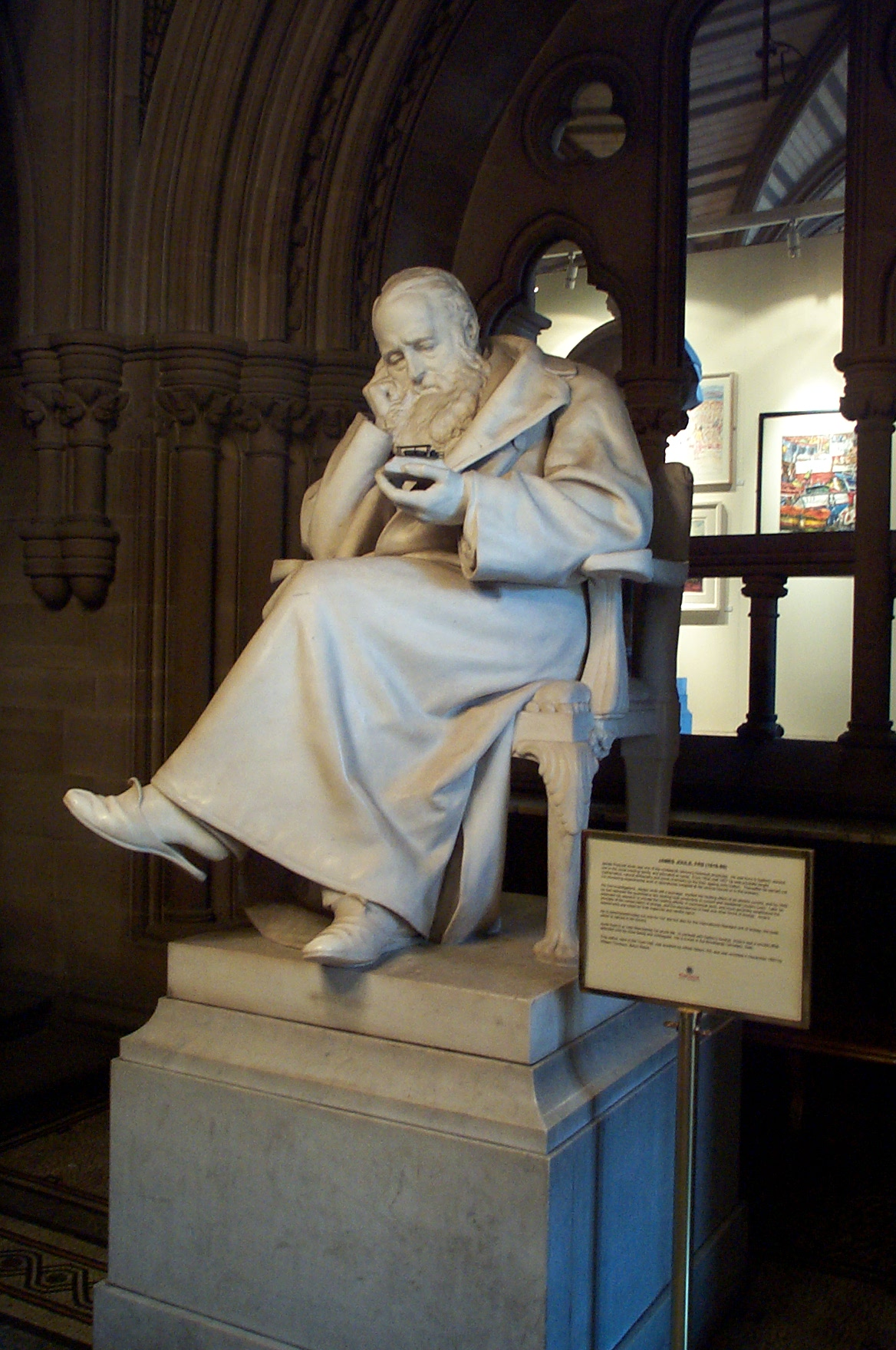
Statua di Joule alla Manchester Town Hall di Manchester (2005).

Inizialmente la scoperta non suscitò molto interesse, ma in seguito egli ricevette per questo la Royal e la Copley Medal da parte della Royal Society. In pratica egli dimostrò il principio di conservazione dell'energia per i sistemi termodinamici (il calore è una forma di energia meccanica, a livello microscopico, ma in termodinamica classica esso è ben distinto dal lavoro e quindi dissociato da qualsiasi evento meccanico macroscopico).
Per misurare l'equivalente meccanico del calore, nel 1845 egli costruì una macchina, ora chiamata "mulinello di Joule", che consente di misurare il calore prodotto in conseguenza della dissipazione di una quantità nota di energia meccanica.
Questa macchina è formata da un calorimetro contenente acqua, all'interno del quale è inserito un mulinello libero di ruotare attorno a un asse verticale; il mulinello è collegato con un sistema di funi e pulegge a una coppia di pesi, mantenuti inizialmente fermi.
Se i pesi vengono sbloccati, essi incominciano a scendere, mettendo in rotazione il mulinello. Tale movimento viene rallentato dall'attrito viscoso dell'acqua contro le pale del mulinello. Una volta che i pesi sono scesi a terra, tutta la loro differenza di energia potenziale "iniziale-finale" si è convertita in calore, che si può quantificare misurando la variazione di temperatura che subisce l'acqua durante l'esperimento. Joule provò che per fornire una quantità di calore pari a una caloria occorrono circa 4,41 J di lavoro.
Il valore dell'equivalente meccanico della caloria oggi accettato è di 4,186 J/cal e in onore dello scienziato si chiama joule (J), unità di misura dell'energia del Sistema Internazionale (SI).
Le iscrizioni sulla tomba significano quanto segue: D.C.L. Doctor of Civil Law, L.L.D. Legum Doctor, F.R.S. Fellow of the Royal Society; cioè: Dottore in Diritto Civile, Dottore in Legge, Membro della Royal Society. 

## Opere
- (EN) Scientific papers, London, Taylor and Francis, 1884.
- (EN) Joint scientific papers, London, Taylor and Francis, 1887.